# プログレスM-48
プログレスM-48はロシア連邦宇宙局が国際宇宙ステーション(ISS)の補給のために2003年に打ち上げたプログレス補給船。NASAではProgress 12や12Pと称する。型式はプログレス-M (11F615A55)で、シリアル番号は248番だった。

## 運用
プログレスM-48は2003年8月29日1時47分59秒(GMT)にバイコヌール宇宙基地1/5発射台からソユーズ-Uで打ち上げられた。2日後の8月31日3時40分45秒(GMT)にISSのズヴェズダのAftポートにドッキングした。
5ヶ月間ドッキングを継続し、2004年1月28日8時35分56秒(GMT)にプログレスM1-11の到着に備えてドッキングを解除した。同日の13時11分(GMT)に軌道を離脱し、太平洋上の大気圏で燃焼、13時57分12秒(GMT)ごろ燃え残りが海上に落下した。

## 搭載貨物
M-48は第7次長期滞在や第8次長期滞在のクルーのための食料、水、酸素や科学実験用の装置類などを搭載していた。

## 註
1. 1 2  McDowell, Jonathan. “Launch Log”.   Jonathan's Space Page. 2009年6月6日閲覧。
2. 1 2 3 4  Anikeev, Alexander. “Cargo spacecraft "Progress M-48"”.   Manned Astronautics - Figures & Facts. 2007年10月18日時点のオリジナルよりアーカイブ。2009年6月6日閲覧。
3. ↑  Wade, Mark. “Progress M”.   Encyclopedia Astronautica. 2016年7月11日閲覧。
4. ↑  Zak, Anatoly. “Progress cargo ship”.   RussianSpaceWeb. 2009年6月6日閲覧。
5. ↑  McDowell, Jonathan. “Satellite Catalog”.   Jonathan's Space Page. 2009年6月6日閲覧。